# Segonzackomaius
Segonzackomaius is een geslacht van kreeftachtigen uit de klasse van de Malacostraca (hogere kreeftachtigen).

## Soorten
- Segonzackomaius altus (Spence Bate, 1888)
- Segonzackomaius burukovskyi (Komai & Segonzac, 2005)